# Újbuda Rebels 2013
Questa voce raccoglie le informazioni riguardanti gli Újbuda Rebels nelle competizioni ufficiali della stagione 2013.

## Prima squadra

### Hungarian Football League 2013

#### Stagione regolare
| Budapest 7 settembre 2013, ore 15:00 1ª giornata | Újbuda Rebels | 27 – 35 referto | Budapest Hurricanes | Duna Cipő Sporttelep |

| Budapest 14 settembre 2013, ore 15:00 2ª giornata | Budapest Wolves | 55 – 39 (7-13 28-7 14-6 6-13) referto | Újbuda Rebels | Angyalföldi Sportközpont |

| Nyíregyháza 28 settembre 2013, ore 15:00 4ª giornata | Nyíregyháza Tigers | 35 – 40 (7-7 0-20 14-0 14-13) referto | Újbuda Rebels |  |

| Budapest 12 ottobre 2013, ore 15:00 6ª giornata | Újbuda Rebels | 18 – 57 (0-16 6-14 6-14 6-13) referto | Győr Sharks | Duna Cipő Sporttelep |

### IFAF CEI Interleague 2013

#### Stagione regolare
| Budapest 20 aprile 2013 1ª giornata | Újbuda Rebels | 7 – 57 | Topoľčany Kings | Vasas Sportcentrum |

| 11 maggio 2013 2ª giornata | Újbuda Rebels | 19 – 14 (0-7 7-0 6-0 6-7) | Bratislava Monarchs | (50 spett.) |

| 25 maggio 2013 3ª giornata | Bratislava Monarchs | 37 – 12 (14-0 14-6 7-0 2-6) | Újbuda Rebels |  |

| Topoľčany 9 giugno 2013 4ª giornata | Topoľčany Kings | 20 – 0 (a tavolino) | Újbuda Rebels | MFK Topoľčany |

| Budapest 22 giugno 2013 5ª giornata | Budapest Hurricanes | 55 – 36 | Újbuda Rebels | Építők Sporthostel |

### Statistiche di squadra
| Competizione            | %Vittorie | In casa | In casa | In casa | In casa | In casa | In casa | In trasferta | In trasferta | In trasferta | In trasferta | In trasferta | In trasferta | Totale | Totale | Totale | Totale | Totale | Totale |
| Competizione            | %Vittorie | G       | V       | N       | P       | Pf      | Ps      | G            | V            | N            | P            | Pf           | Ps           | G      | V      | N      | P      | Pf     | Ps     |
| ----------------------- | --------- | ------- | ------- | ------- | ------- | ------- | ------- | ------------ | ------------ | ------------ | ------------ | ------------ | ------------ | ------ | ------ | ------ | ------ | ------ | ------ |
| HFL - Stagione regolare | .250      | 2       | 0       | 0       | 2       | 45      | 92      | 2            | 1            | 0            | 1            | 79           | 90           | 4      | 1      | 0      | 3      | 124    | 182    |
| CEI - Stagione regolare | .200      | 2       | 1       | 0       | 1       | 26      | 71      | 3            | 0            | 0            | 3            | 48           | 112          | 5      | 1      | 0      | 4      | 74     | 183    |
| Totale                  | .222      | 4       | 1       | 0       | 3       | 71      | 163     | 5            | 1            | 0            | 4            | 127          | 202          | 9      | 2      | 0      | 7      | 198    | 365    |

## Seconda squadra

### Divízió II 2013

#### Stagione regolare
| 23 marzo 2013 1ª giornata | Haladás Crushers | 12 – 14 | Újbuda Rebels 2 |  |

| 6 aprile 2013 2ª giornata | Dabas Sparks | 20 – 59 | Újbuda Rebels 2 |  |

| 27 aprile 2013 5ª giornata | Szekszárd Bad Bones | 0 – 48 | Újbuda Rebels 2 |  |

| 4 maggio 2013 6ª giornata | Újbuda Rebels 2 | 26 – 15 | Debrecen Gladiators |  |

| 18 maggio 2013 8ª giornata | Újbuda Rebels 2 | 41 – 35 | Budapest Hurricanes 2 |  |

| 1º giugno 2013 10ª giornata | Újbuda Rebels 2 | 20 – 0 (a tavolino) | Pécs Gringos |  |

#### Playoff
| 1º luglio 2013 Semifinale | Újbuda Rebels 2 | 26 – 21 | Budapest Hurricanes 2 |  |

| 13 luglio 2013 Duna Bowl | Újpest Bulldogs | 41 – 6 | Újbuda Rebels 2 |  |

### Statistiche di squadra
| Competizione      | %Vittorie | In casa | In casa | In casa | In casa | In casa | In casa | In trasferta | In trasferta | In trasferta | In trasferta | In trasferta | In trasferta | Totale | Totale | Totale | Totale | Totale | Totale |
| Competizione      | %Vittorie | G       | V       | N       | P       | Pf      | Ps      | G            | V            | N            | P            | Pf           | Ps           | G      | V      | N      | P      | Pf     | Ps     |
| ----------------- | --------- | ------- | ------- | ------- | ------- | ------- | ------- | ------------ | ------------ | ------------ | ------------ | ------------ | ------------ | ------ | ------ | ------ | ------ | ------ | ------ |
| Stagione regolare | 1.000     | 3       | 3       | 0       | 0       | 87      | 50      | 3            | 3            | 0            | 0            | 121          | 32           | 6      | 6      | 0      | 0      | 208    | 82     |
| Playoff           | .500      | 1       | 1       | 0       | 0       | 26      | 21      | 1            | 0            | 0            | 1            | 6            | 41           | 2      | 1      | 0      | 1      | 32     | 62     |
| Totale            | .875      | 4       | 4       | 0       | 0       | 113     | 71      | 4            | 3            | 0            | 1            | 127          | 73           | 8      | 7      | 0      | 1      | 240    | 144    |